# Chrobacza Łąka (szczyt)
Chrobacza Łąka (828 m) – szczyt w Grupie Magurki Wilkowickiej w Beskidzie Małym. Znajduje się w głównym grzbiecie tej grupy, między Przełęczą u Panienki a Bujakowską Górą (Bujakowskim Groniem). Z północno-zachodnich stoków spływają źródłowe cieki potoku Czerwonka i na stoku tym znajduje się duży Kamieniołom w Kozach, a na północny wschód od niego Wilczy Staw. W kierunku południowo-wschodnim do doliny Soły opada z Chrobaczej Łąki grzbiet oddzielający doliny potoków Żarnówka Mała i Suchy (dopływ Żarnówki Dużej). Grzbietem Chrobaczej Łąki biegnie granica między miejscowościami Kozy i Międzybrodzie Bialskie w województwie śląskim, powiecie bielskim.
Nazwa szczytu pochodzi od polany Chrobacza Łąka, a tej z kolei od popularnego w okolicy nazwiska Chrobak (Hrobak). W niektórych źródłach podawana jest historyczna nazwa „Hrobacza Łąka”. Według państwowego rejestru nazw geograficznych prawidłowa pisownia to Chrobacza Łąka.
Ze szczytu widać panoramę Beskidu Małego (Żar ze sztucznym zbiornikiem elektrowni szczytowo-pompowej, Kiczorę, Wielką Górę (Kocierz), Jaworzynę, cały masyw Czupla) i szczyty Beskidu Śląskiego (Skrzyczne, Klimczok, Magura). Przy dobrej przejrzystości powietrza widoczna jest Babia Góra i Pilsko, a pomiędzy nimi Tatry (głównie Tatry Zachodnie).
Dawniej na szczycie Chrobaczej Łaki stała drewniana wieża triangulacyjna. Obecnie na jej miejscu stoi oświetlony nocą 12 lampami stalowy krzyż o wysokości 35 metrów wysokości i rozpiętości 10,5 metra. Fundamenty krzyża mają głębokość 12 metrów. Znajduje się tu także schronisko turystyczne na Chrobaczej Łące.

## Szlaki turystyczne
Kozy – Przełęcz u Panienki – Chrobacza Łąka – Zasolnica – Żarnówka Duża. Czas przejścia: 2:50 h, ↑ 3 h
 Mały Szlak Beskidzki na odcinku: Zapora Porąbka – Bujakowska Góra – Chrobacza Łąka – Groniczki – Gaiki – Czupel – Bielsko-Biała. Czas przejścia: 4:05 h, ↑ 4:25 h.

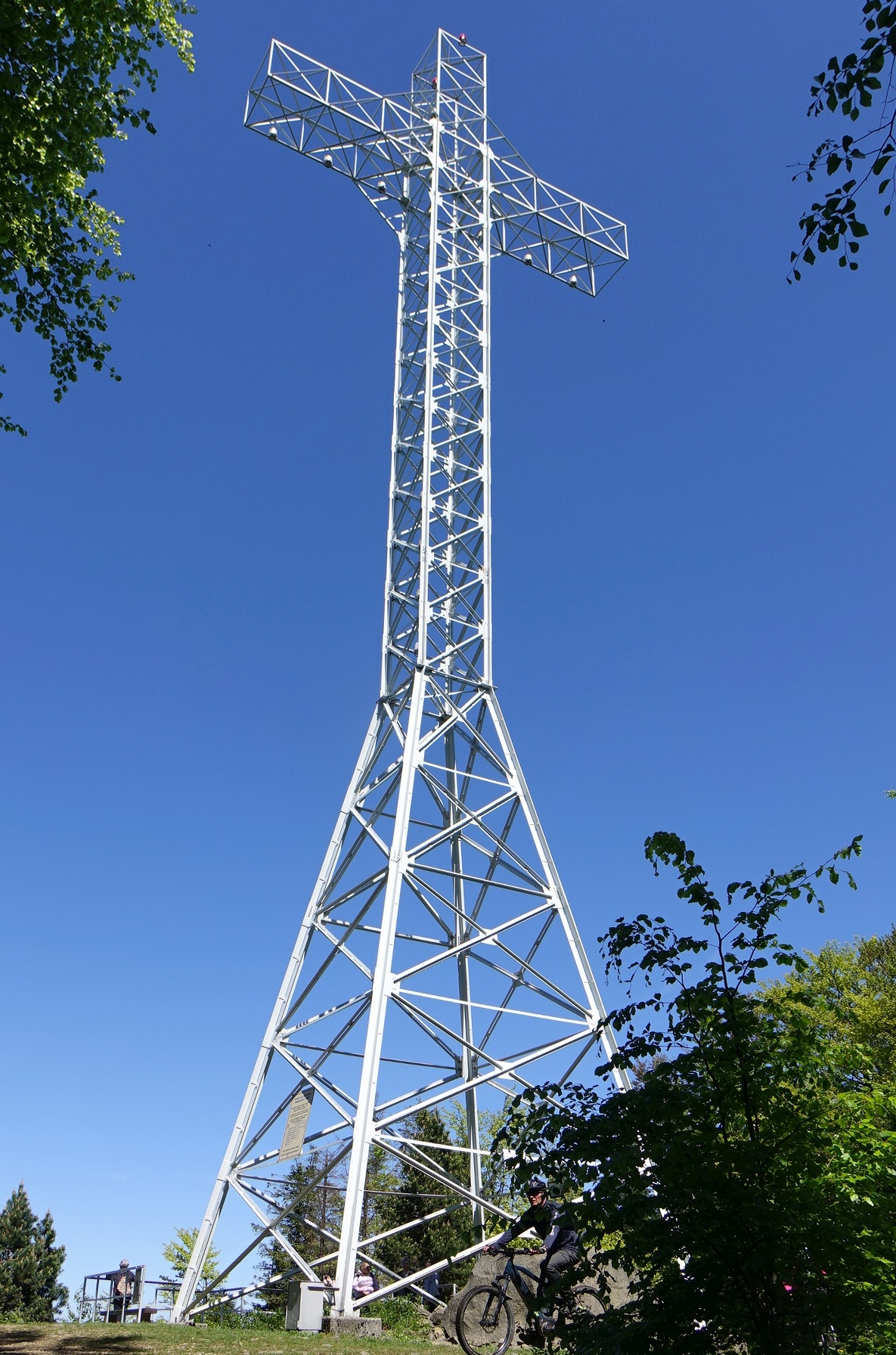
Krzyż na Chrobaczej Łące
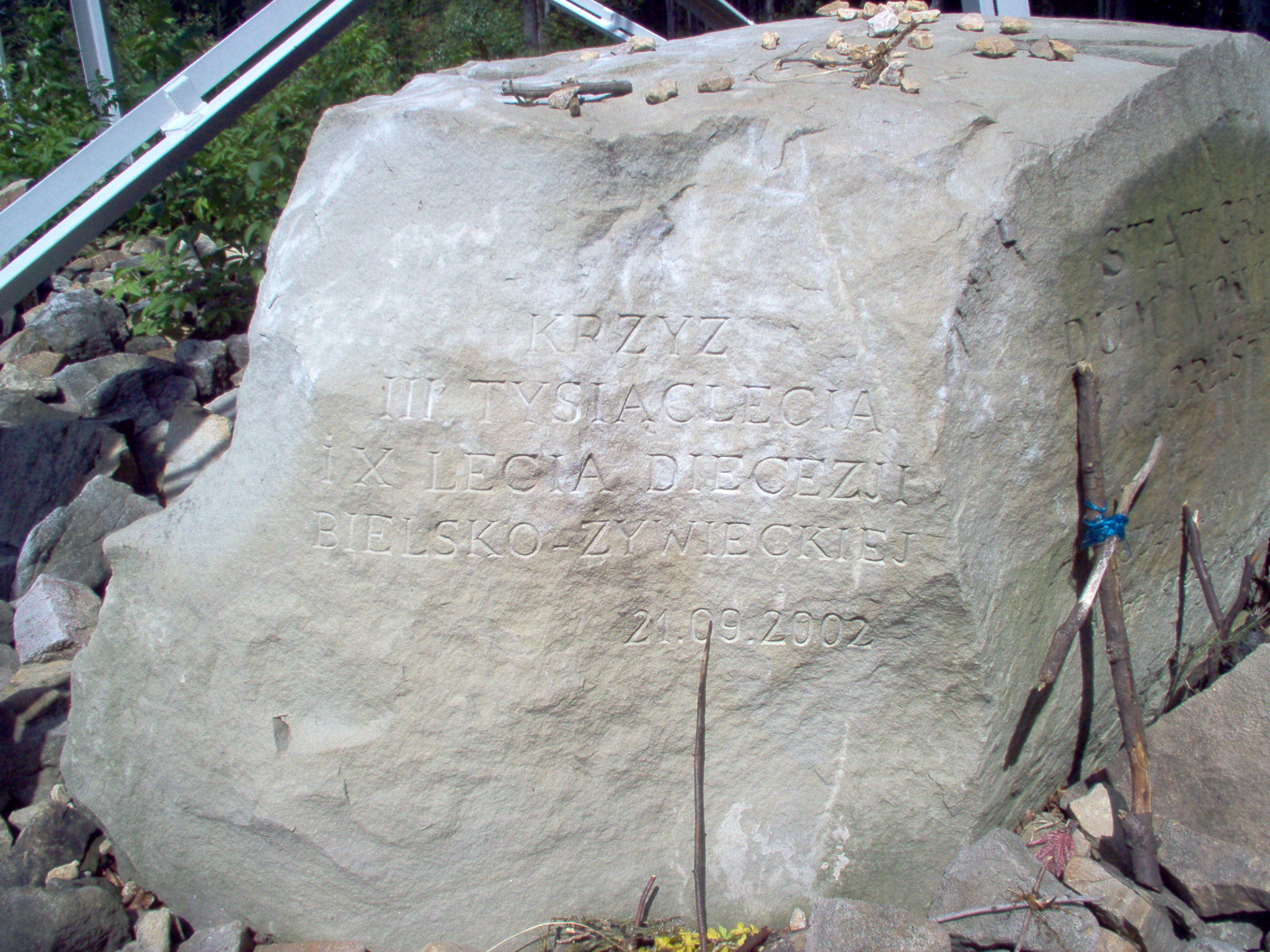
Napis wyryty na głazie pod krzyżem
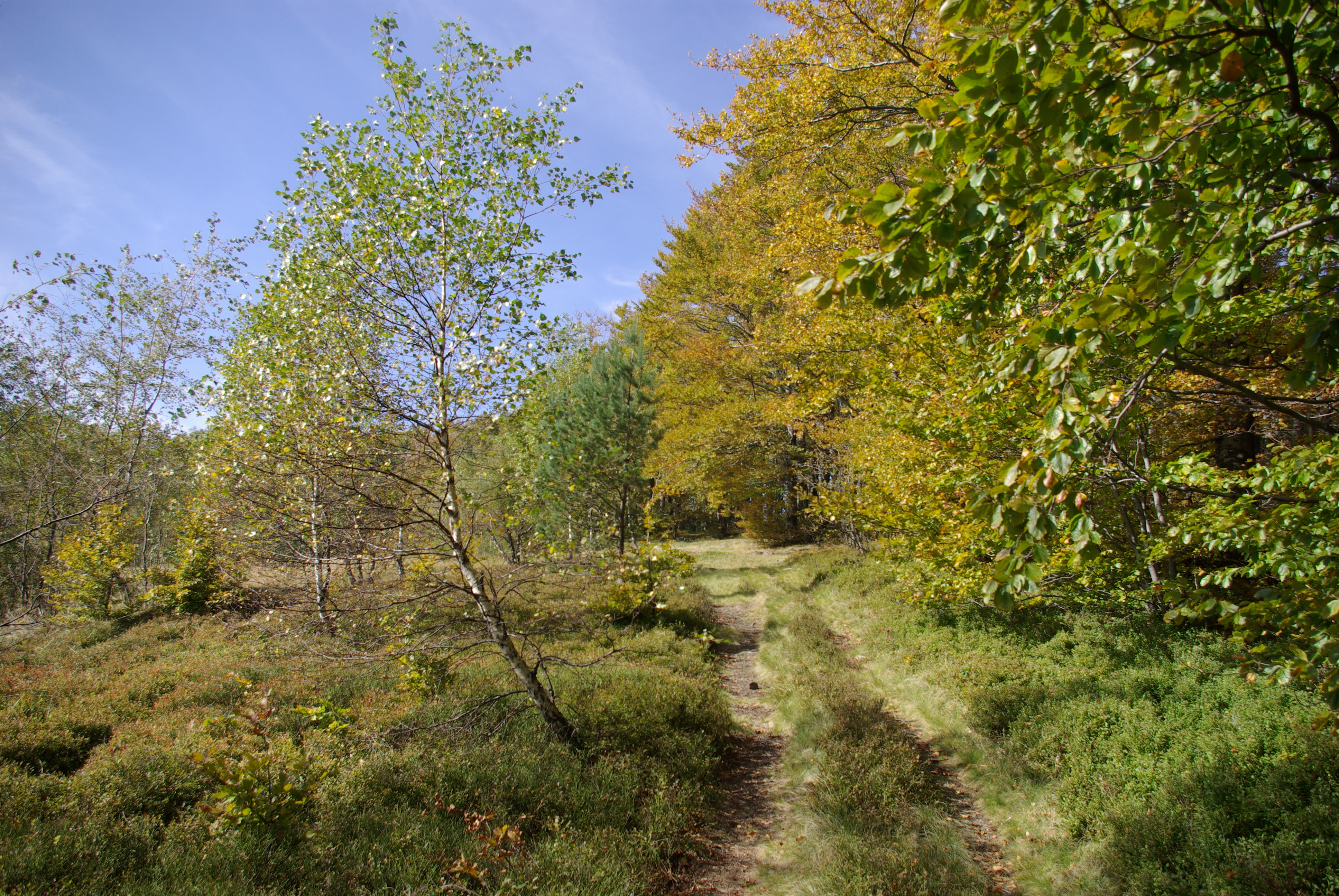
Polana Chrobacza Łąka
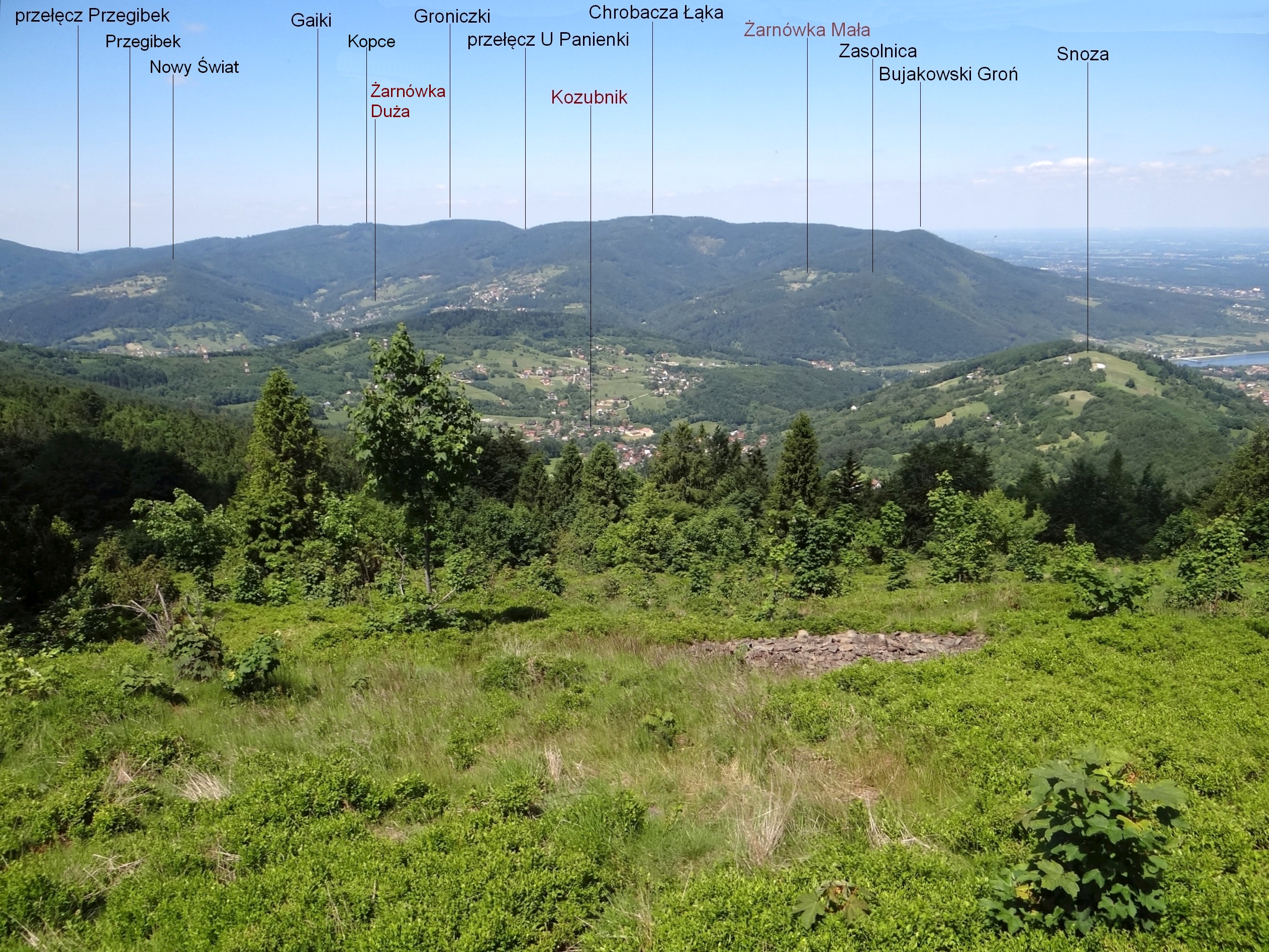
Widok z Kiczory